# 陳武 (東漢)
陳武（178年—215年），字子烈，揚州庐江松滋（今安徽宿松）人，東漢末年群雄孫策麾下將領，陳武年輕時身材高大，比孫策年少，被孫策一眼相中，便破格提拔。陳武跟隨孫策從歷陽（今安徽馬鞍山市和縣）渡過長江征戰江東，因戰功封為別部司馬，孫策擊退劉勳並佔領庐江降服許多廬江人，孫策將這些人當中挑選為廬江兵，交給陳武訓練為廬江精銳；是江東十二虎臣之一。後來在孫權部下任職。由於陳武仁厚好施，故受到上至主君(孫策、孫權)，下至鄉民的敬愛。陳武又屢建戰功，封為偏將軍。

## 生平
東漢興平年間左右（194年至195年），十八歲的陳武來到壽春拜谒當時正依附于袁術的孫策，陳武便跟隨孫策征戰江東，立下戰功，拜為別部司馬。後來孫策於199年攻擊廬江打敗劉勳，降服很多廬江人，在當中挑選精銳強兵，孫策將精銳的廬江精兵交給陳武，並以陳武為都督，組建東吳最為精銳的部隊(廬江精銳)“所向無前”，可見孫策對陳武的器重與提拔。
200年，孫策遇刺身亡，其弟孫权登位，轉任統領五校。所謂的五校就是是古代軍隊編制，指屯騎、步兵、越騎、長水、射聲五校尉督領(是為京城禁衛隊長)。孫權非常喜歡他，數次拜訪他家。而且累次立下功勞，升為偏將軍。215年，陳武隨孫权進攻合肥，在逍遙津一役奮戰而死。（《三国演义》作为龐德所杀。詳見合肥之戰）孫權非常哀傷，親自到其葬禮悼念。據《江表傳》記載陳武愛妾被孫權下令殉葬，東晉學家孫盛指責“權仗計任術，以生從死，世祚之短，不亦宜乎！”

## 特徵
陳武身長七尺七寸(約178cm)，漢代時期1尺相當於現今公制厘米23.1cm 。
陳武身長= 7.7 x 23.1 = 177.87 cm。
為人仁厚，好施捨，許多鄉里、遠客都來投靠，所以孫權非常喜歡他。

## 生卒年
《吳志·陳武傳》記載「孫策在壽春，（陳）武往脩謁，時年十八……因從渡江」；《吳志·孫策傳》記載「興平元年，（孫策）從袁術」，該年為西元194年，「因從渡江」事在興平二年，即西元195年。故陳武見孫策之事蓋在興平年間（194年-195年），據此推算則出生年應在177年至178年之間。後陳武隨孫權攻合肥奮戰而死，時為215年，據此推算則大約活了38、39歲之間。

## 家庭

### 子
- 陳脩，陳武長子。有陳武之風，拜為校尉，封為都亭侯。
- 陳表，陳武次子。官至偏將軍，封都鄉侯。

### 孫
- 陳延，陳脩長子。陳表之子陳敖死後，代其任為司馬。
- 陳永，陳脩次子。東吳健將，封侯。
- 陳敖，陳表之子。為別部司馬。

## 評價
- 陳壽《三國志》評曰：「凡此諸將，皆江表之虎臣，孫氏之所厚待也。以潘璋之不脩，權能忘過記功，其保據東南，宜哉!陳表將家支庶，而與冑子名人比翼齊衡，拔萃出類，不亦美乎！」
- 陆机：「董袭、陈武杀身以卫主。」
- 罗贯中：「宽厚施仁德，乡闾尽感恩。功勋标史记，名姓写麒麟。阵死儿孙显，身亡器宇存。至今江上冢，谁不吊英魂？」

## 藝術形象

### 漫畫
- 《蒼天航路》（王欣太）
- 《火鳳燎原》（陳某）

### 影视形象
- 1994年电视剧《三国演义》：张力威饰演陈武

## 延伸阅读
[在维基数据编辑]
 《三國志·卷55》，出自陳壽《三國志》